# Serhiy Martchenko
Serhiy Marchenko (en ukrainien : Сергій Михайлович Марченко), né le 24 janvier 1981 à Makariv (RSS d'Ukraine, URSS), est un homme d'État ukrainien.

## Biographie
Il est diplômé de l'université nationale du service fiscal d'État (école du ministère des Finances).
Il siège au Conseil de défense et de sécurité nationale d'Ukraine depuis le 7 avril 2020 et est ministre des finances depuis le 30 mars 2020 .
Il est marié et a deux enfants.
C'est un athlète qui pratique le triathlon, il a participé à trois Ironman, en Turquie, Finlande et au Portugal ; il s'est blessé dans ce dernier.